# Топорная
Топорная или Блуассей — река в России, протекает по Олонецкому району Карелии. Впадает в Утозеро, из которого вытекает Олонка. Длина реки составляет 40 км, площадь водосборного бассейна 200 км².

## География и гидрология
Река берёт своё начало из озера Топорное, далее течёт в юго-восточном направлении, где в неё впадает незначительный левобережный приток Рузмеоя. Ниже места впадения общее направление течения изменяется сначала на юго-западное, а потом вновь на юго-восточное, вплоть до впадения безымянного притока. Далее русло несколько раз меняет направление, а общее направление течения меняется на западное. На отметке 98 метров над уровнем моря в реку впадает правобережный приток Кангасоя. Несколько километров река течёт в юго-восточном направлении, а после впадения очередного безымянного притока общее направление течения изменяется на юго-западное, до впадения правобережного притока Леппое. Следующие несколько километров река течёт в юго-восточном направлении до впадения в озеро Вагозеро. Из озера вытекает протока Блуассей, которая сообщает Вагозеро с Аллайненьярви. Ниже этого места река вновь носит название Топорная и течёт южном направлении до впадения в Утозеро.

## Бассейн
К бассейну реки Топорной относятся озёра:
- Топорное (исток Топорной)
- Пюреярви
- Гижозеро
- Галват-Селлянъярви
- Вагозеро

## Данные водного реестра
По данным государственного водного реестра России относится к Балтийскому бассейновому округу, водохозяйственный участок реки — Водные объекты бассейна оз. Ладожское без рр. Волхов, Свирь и Сясь, речной подбассейн реки — Нева и реки бассейна Ладожского озера (без подбассейна Свирь и Волхов, российская часть бассейнов). Относится к речному бассейну реки Нева (включая бассейны рек Онежского и Ладожского озера).
Код объекта в государственном водном реестре — 01040300212102000011723.